# Latigammaropsis photisimilis
Latigammaropsis photisimilis is een vlokreeftensoort uit de familie van de Photidae. De wetenschappelijke naam van de soort is voor het eerst geldig gepubliceerd in 1969 door Ruffo.